# Фредерик, Мануэль
Мануэль Фредерик (англ. Manuel Frederick, 20 октября 1948, Каннур, Индия) — индийский хоккеист (хоккей на траве), вратарь. Бронзовый призёр летних Олимпийских игр 1972 года.

## Биография
Мануэль Фредерик родился 20 октября 1948 года в индийском округе Каннур.
Играл в хоккей на траве за «Армд Сервисез».
В 1972 году вошёл в состав сборной Индии по хоккею на траве на Олимпийских играх в Мюнхене и завоевал бронзовую медаль. Играл на позиции вратаря, провёл 8 матчей, пропустил 10 мячей (по два от сборных Новой Зеландии, Кении, Польши и Пакистана, по одному — от Австралии и Нидерландов).